# Lijst van Tweede Kamerleden voor de ChristenUnie
Dit is een overzicht van alle (voormalige) Tweede Kamerleden voor de ChristenUnie met hun religieuze affiliatie.
| Tweede Kamerlid        | Foto             | Religieuze affiliatie             | Begindatum        | Einddatum         | Aantal dagen |
| ---------------------- | ---------------- | --------------------------------- | ----------------- | ----------------- | ------------ |
| Ed Anker               |                  | Evangelisch christendom           | 1 maart 2007      | 16 juni 2010      | 1203         |
| Mirjam Bikker          |                  | Protestantse Kerk in Nederland    | 31 maart 2021     |                   | 1452         |
| Eppo Bruins            |                  | Evangelisch christendom           | 2 december 2015   | 30 maart 2021     | 1945         |
| Don Ceder              |                  | Evangelisch christendom           | 31 maart 2021     |                   | 1452         |
| Ernst Cramer           |                  | Gereformeerde Kerken vrijgemaakt  | 30 november 2006  | 16 juni 2010      | 1294         |
| Leen van Dijke         |                  | Christelijke Gereformeerde Kerken | 13 maart 2001     | 29 januari 2003   | 687          |
| Carla Dik-Faber        |                  | Nederlands Gereformeerde Kerken   | 20 september 2012 | 30 maart 2021     | 3113         |
| Nico Drost             |                  | Protestantse Kerk in Nederland    | 26 maart 2019     | 15 juli 2019      |              |
| Nico Drost             | 25 januari 2023  | Protestantse Kerk in Nederland    | 5 december 2023   |                   |              |
| Stieneke van der Graaf |                  | Gereformeerde Kerken vrijgemaakt  | 31 oktober 2017   | 30 maart 2021     |              |
| Stieneke van der Graaf | 18 januari 2022  | Gereformeerde Kerken vrijgemaakt  | 5 december 2023   |                   |              |
| Pieter Grinwis         |                  | Protestantse Kerk in Nederland    | 31 maart 2021     |                   | 1452         |
| Tineke Huizinga        |                  | Nederlands Gereformeerde Kerken   | 23 mei 2002       | 21 februari 2007  |              |
| Eimert van Middelkoop  |                  | Gereformeerde Kerken vrijgemaakt  | 13 maart 2001     | 22 mei 2002       |              |
| Cynthia Ortega-Martijn |                  | Pinksterbeweging                  | 30 november 2006  | 19 september 2012 |              |
| André Rouvoet          |                  | Christelijke Gereformeerde Kerken | 13 maart 2001     | 21 februari 2007  |              |
| André Rouvoet          | 17 juni 2010     | Christelijke Gereformeerde Kerken | 17 mei 2011       |                   |              |
| Carola Schouten        |                  | Gereformeerde Kerken vrijgemaakt  | 18 mei 2011       | 26 oktober 2017   |              |
| Carola Schouten        | 31 maart 2021    | Gereformeerde Kerken vrijgemaakt  | 9 januari 2022    |                   |              |
| Gert-Jan Segers        |                  | Protestantse Kerk in Nederland    | 20 september 2012 | 24 januari 2023   |              |
| Arie Slob              |                  | Gereformeerde Kerken vrijgemaakt  | 13 maart 2001     | 22 mei 2002       |              |
| Arie Slob              | 19 november 2002 | Gereformeerde Kerken vrijgemaakt  | 1 december 2015   |                   |              |
| Dick Stellingwerf      |                  | Nederlands Gereformeerde Kerken   | 13 maart 2001     | 22 mei 2002       |              |
| Kars Veling            |                  | Gereformeerde Kerken vrijgemaakt  | 23 mei 2002       | 11 november 2002  |              |
| Joël Voordewind        |                  | Evangelisch christendom           | 30 november 2006  | 30 maart 2021     |              |
| Esmé Wiegman           |                  | Protestantse Kerk in Nederland    | 1 maart 2007      | 19 september 2012 |              |